# Micheldorfer Bach (Metnitz)
Der Micheldorfer Bach ist ein rechter Nebenfluss der Metnitz im Mödringbergzug in Kärnten, im Gemeindegebiet von Straßburg und von Micheldorf.
Er entspringt südlich des Deutschhauserbergs auf einer Höhe von etwa 840 m und fließt zunächst in südliche Richtung. Der Bach speist die Drei Teiche beim Teichbauer, die insgesamt etwa 2 Hektar groß sind. Etwa 1,8 km unterhalb des Teichbauers speist er einen kleinen Teich beim Freizeitzentrum Micheldorf, unweit des Agathenhofs. Der Bach wendet sich hier nach Osten und fließt durch den Gemeindehauptort Micheldorf. Im Bereich des Ortskerns ist er kanalisiert und überbaut. Am südöstlichen Ortsrand von Micheldorf mündet der Bach in die Metnitz. 

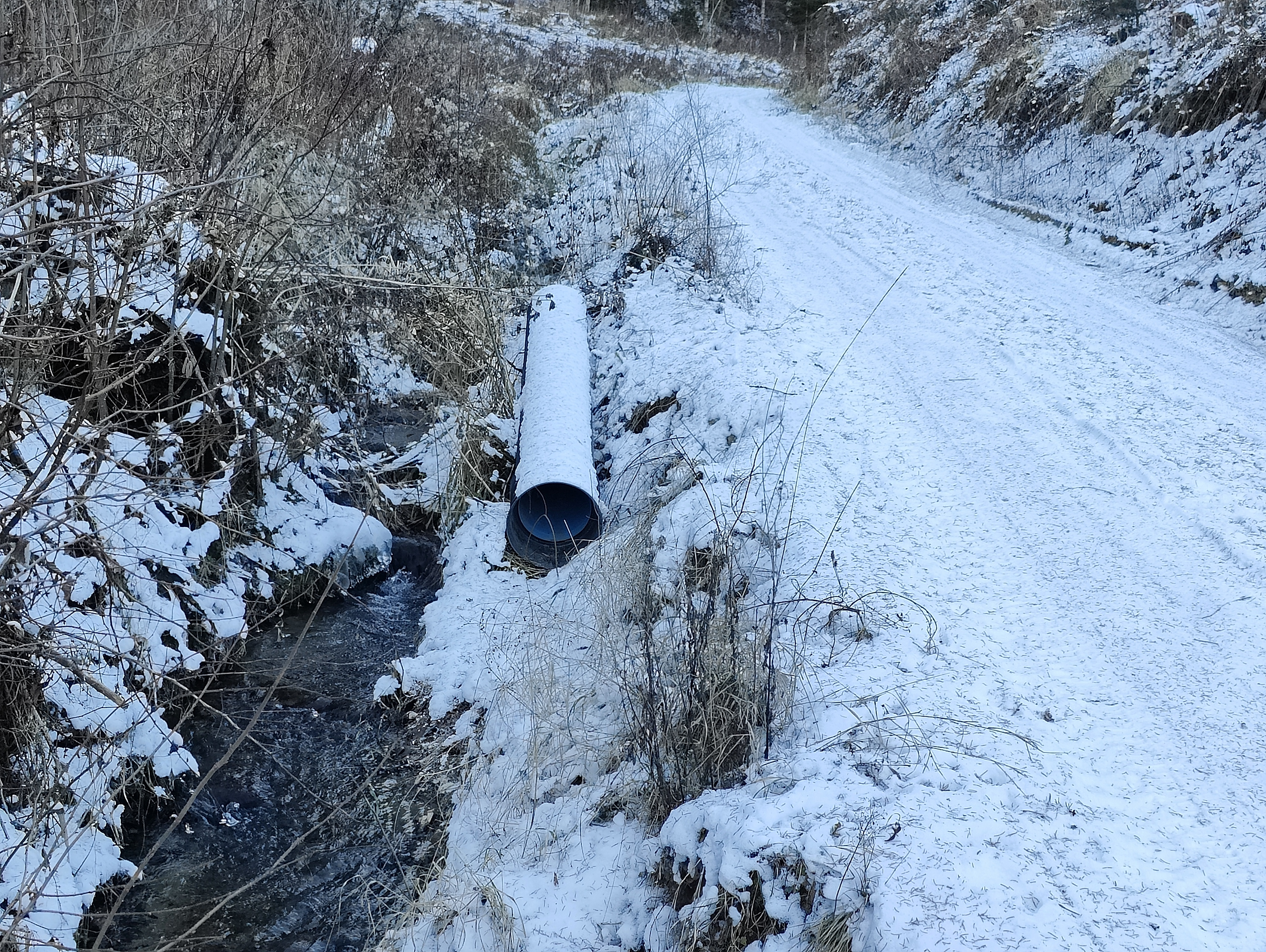
Micheldorfer Bach oberhalb des Freizeitzentrums
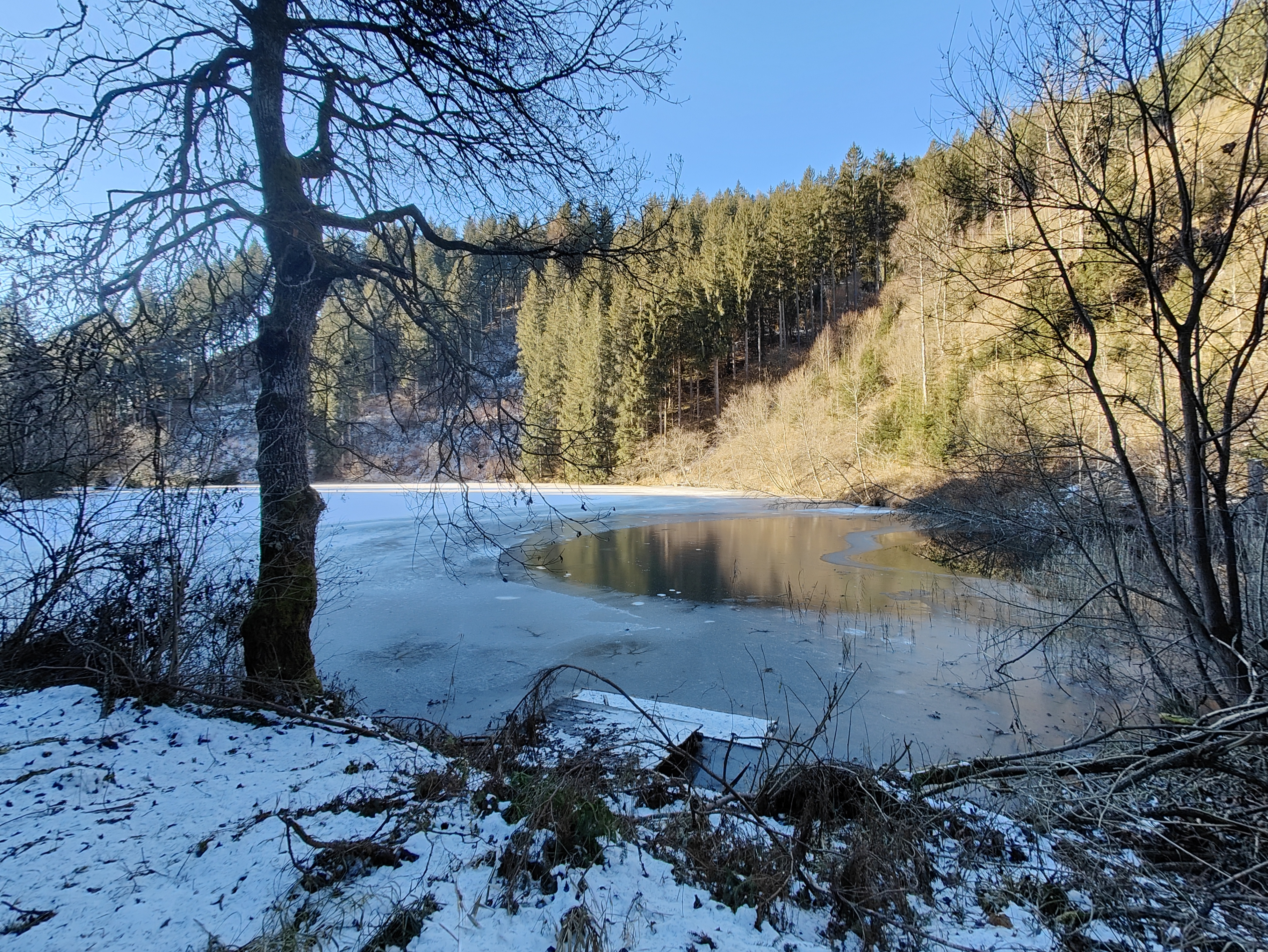
Drei Teiche
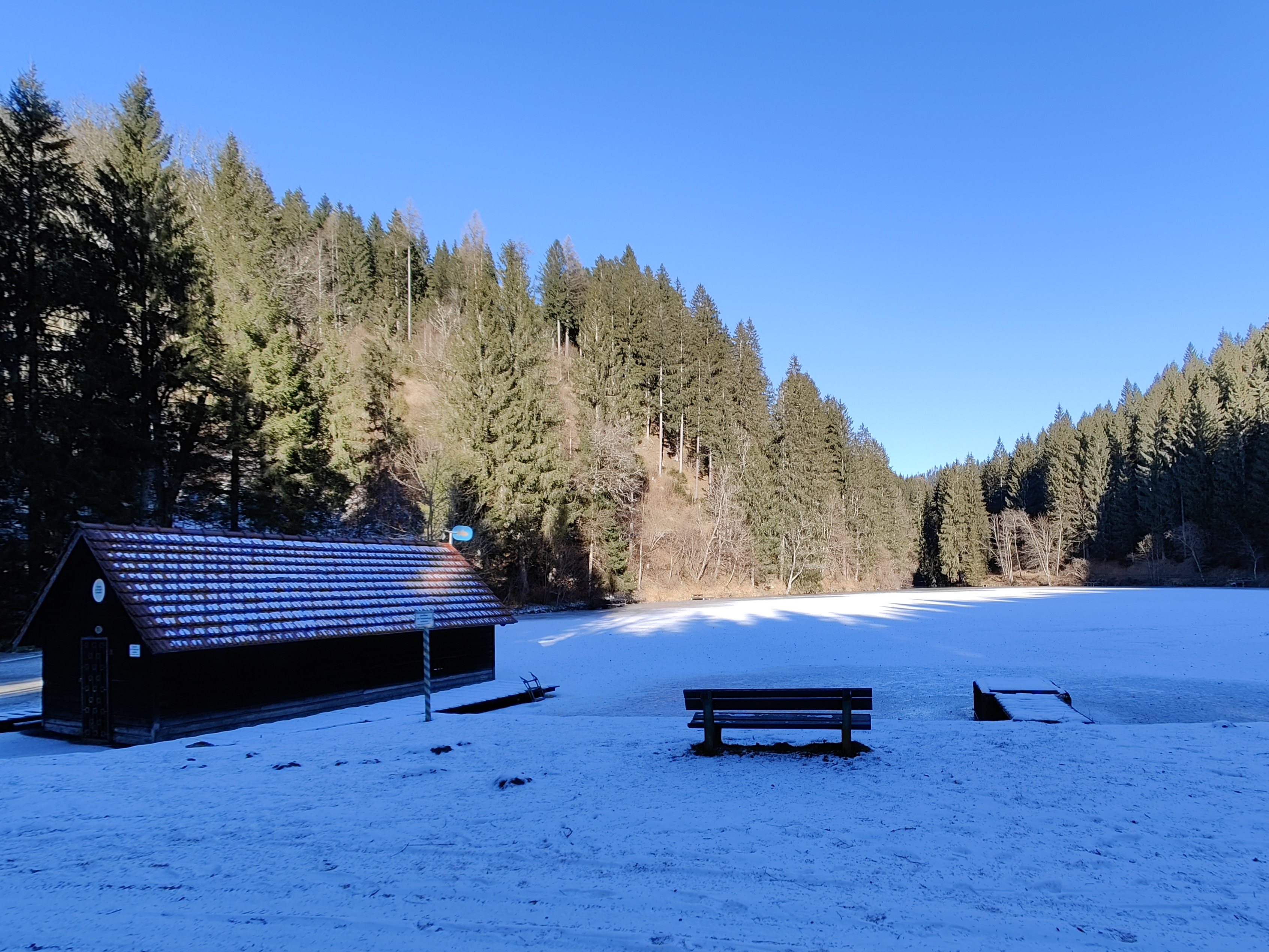
Drei Teiche
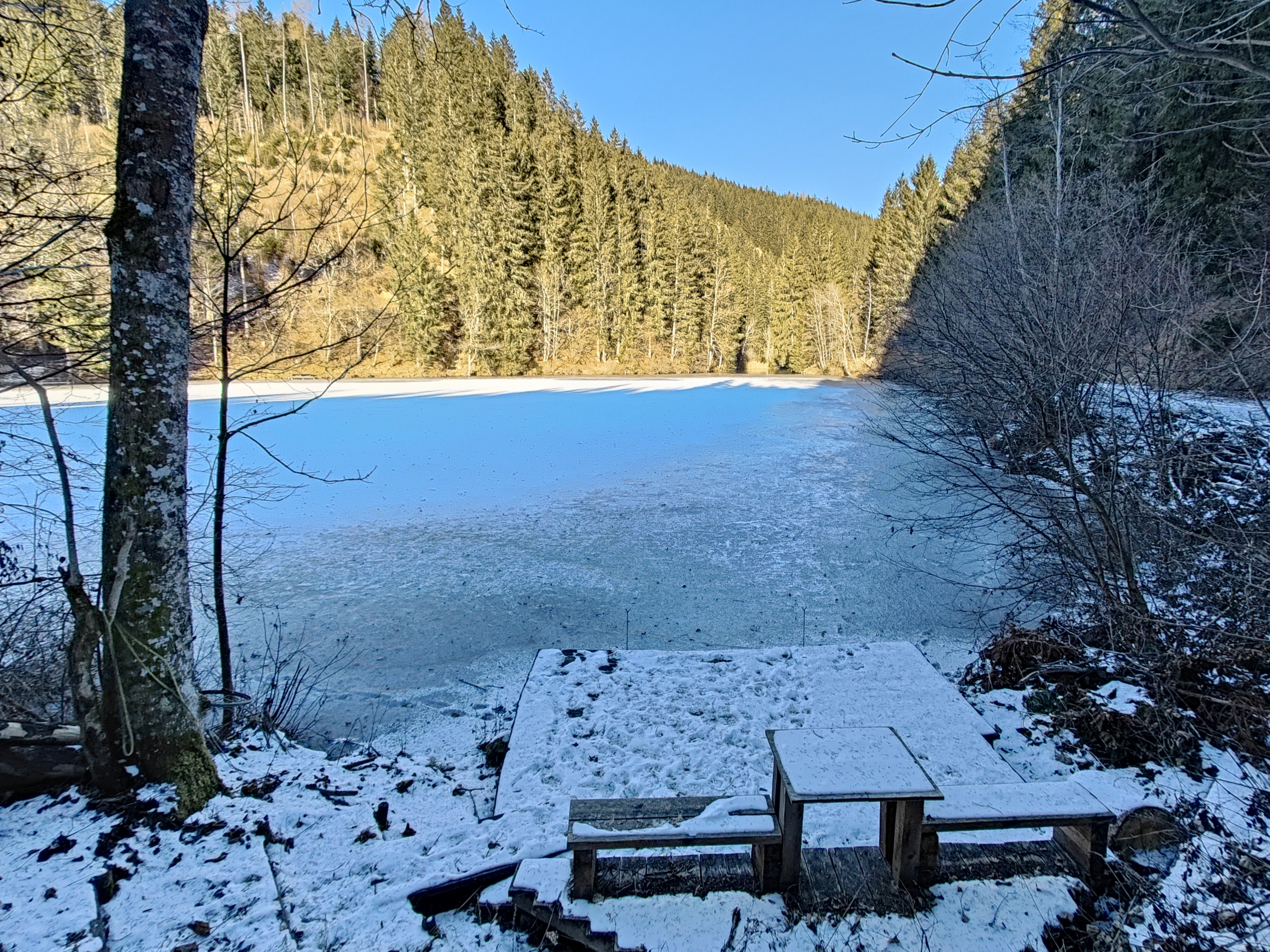
Drei Teiche
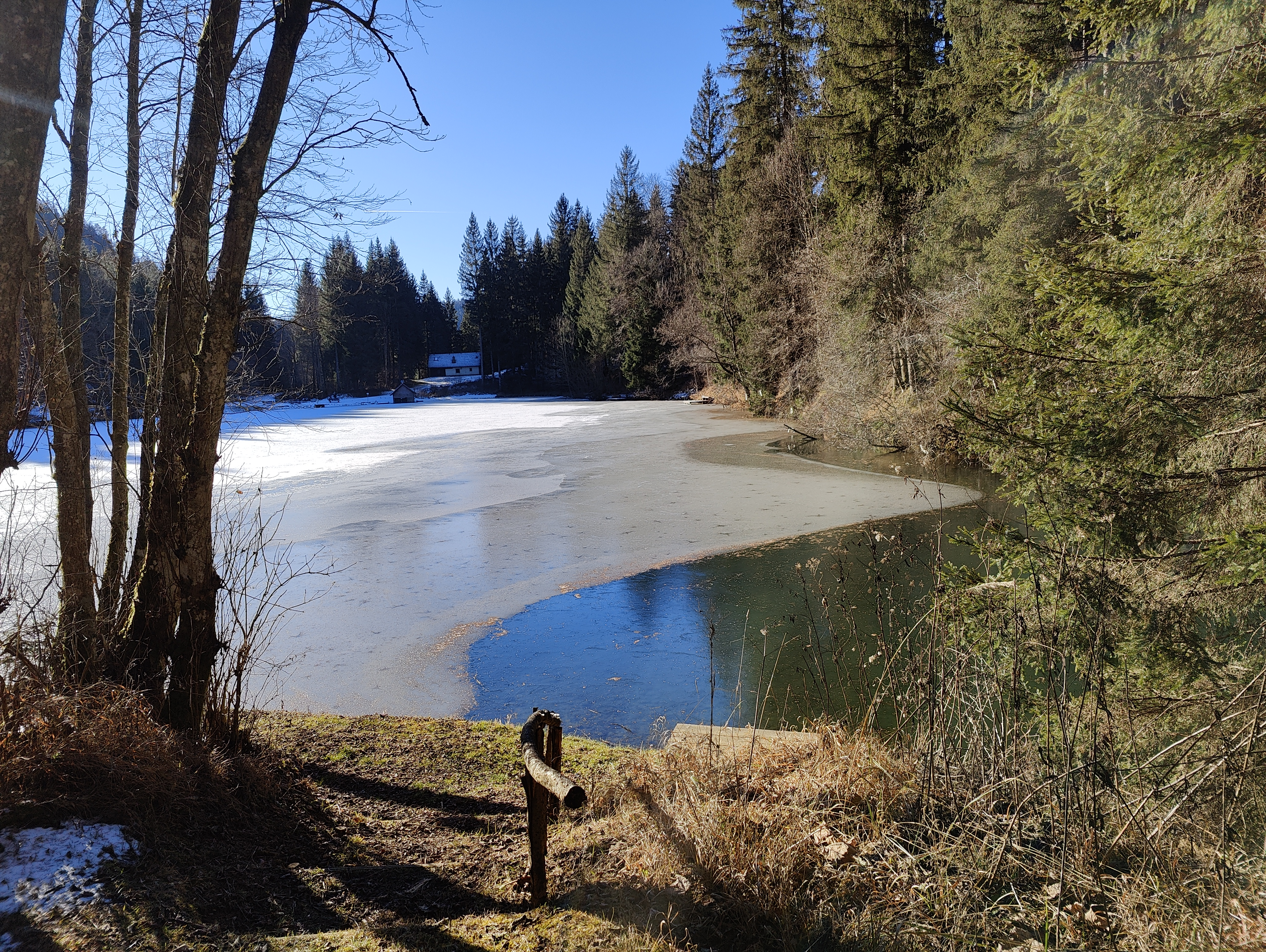
Drei Teiche